# Antal csanádi püspök
Antal csanádi püspök volt az első olyan magyar főpap, aki korábban ferences szerzetes volt. Az Árpád-ház kihalása után Károly Róbert ellenében Vencelt, majd Ottót támogatta.
A Képes Krónika szerint tagja volt annak a főúri delegációnak, amely 1301 nyarán felkereste II. Vencelt, Cseh- és Lengyelország királyát, IV. Béla dédunokáját, hogy felkínálja a koronát azonos nevű 12 éves fiának, III. András Erzsébet nevű leánya jegyesének.
1305 után Ottónak egy ideig kancelláriusa is volt.